# Hidroxizina
Anti-histamínico Derivado da piperazina, inibidor dos receptores H1 da histamina. Hidroxizina é uma medicação Anti-histamínico que foi estudada em transtornos de ansiedade . Esta revisão mostra que a hidroxizina é melhor do que o placebo em termos de sintomas de ansiedade em indivíduos com transtorno de ansiedade generalizada (GAD). Demais poucos dados estavam disponíveis para tirar conclusões sobre a eficácia e tolerabilidade da hidroxizina em comparação com benzodiazepínicos e buspirona . Dada a evidência robusta da eficácia dos antidepressivos para GAD, estes achados sugerem que a hidroxizina não deve ser recomendada como GAD de primeira linha. Seus nomes comerciais são Hixizine®, Prurizin® e Marax®.

## Indicações
A hidroxizina é indicada no tratamento de de dermatite atópica, urticária e Dermografismo.

### Outras utilizações
1. Tosse alérgica
2. Manifestações alérgicas diversas
3. Cistite intersticial
4. Hipnótico
5. Ansiedade leve ou moderada
6. Cinetose (náuseas ou vômitos induzidos por viagens e movimentos)

## Interacções
- Potencializa os depressores do SNC
- Pontecializa os efeitos atropínicos
- Pode diminuir o efeito emético da apomorfina

## Contra-indicações
- Deficientes de G6PD
- Hipersensibilidade à Hidroxizina
- Risco de glaucoma e retenção urinária (Efeitos Anticolinérgico)
- Início de gestação

## Farmacocinética
É rapidamente absorvida pelo trato gastro intestinal e completamente metabolizada. O Início da ação terapeutica começa após 15 a 30 minutos após a absorção.